# Przeździatka-Kolonia
Przeździatka-Kolonia – kolonia w Polsce położona w województwie mazowieckim, w powiecie sokołowskim, w gminie Sokołów Podlaski. Ma status sołectwa.
Za Królestwa Polskiego istniała gmina Przeździatka. W latach 1975–1998 miejscowość administracyjnie należała do województwa siedleckiego.
1 lipca 1987 większą część miejscowości Przeździatka-Kolonia (166,44 ha) włączono do Sokołowa Podlaskiego.
Wierni kościoła rzymskokatolickiego należą do parafii Miłosierdzia Bożego w Sokołowie Podlaskim